# هیبس ۲۴۴۱
سیارک ۲۴۴۱ (به انگلیسی: 2441 Hibbs، نامگذاری:1979MN2) دو هزار و چهارصد و چهل و یکمین سیارک کشف شده‌است که در ۲۵ ژوئن ۱۹۷۹ کشف شد.
قدر مطلق سیارک برابر ۱۳٫۹۰ است.